# Шитов, Александр Николаевич
Александр Николаевич Шитов (род. 7 ноября 1950, Коломна, Московская область) — советский гребец, российский тренер и функционер. Мастер спорта СССР международного класса (1972). Заслуженный тренер России (1993). Заслуженный работник физической культуры Российской Федерации (2006).
Заниматься академической греблей начал в 1967 году. Его тренерами были В. И. Питиримов и В. Филаретов. Представлял спортивное общество «Труд» (Коломна). Трижды становился чемпионом СССР: 1972 и 1974 — в восьмёрке, 1976 — в четвёрке с рулевым).
С 1972 года был членом сборной СССР. Участник Олимпийских игр 1972 года в Мюнхене и 1976 года в Монреале. Победитель Хенлейской регаты 1972 года.
Окончил факультет физического воспитания Коломенского педагогического института (1983).
С 1991 по 1997 года — главный тренер сборной России. Среди его воспитанников — Александр Устинов и Владимир Митюшев.
Возглавлял Федерацию гребного спорта России (2000—2004).